# Suva albonotata
Suva albonotata är en insektsart som först beskrevs av William Lucas Distant 1920.  Suva albonotata ingår i släktet Suva och familjen Meenoplidae. Inga underarter finns listade i Catalogue of Life.